# 林士科
林士科，字登明，廣東潮州府饶平县人，明朝政治人物、进士出身。
崇禎十五年登进士，任新城縣知县，南明時遷刑科給事中。